# Florence MacCarthy
Fínghin mac Donncha Mac Carthaig, (1560-1640) (anglicanizado Florence MacCarthy), fue un príncipe irlandés de finales del siglo XVI y el último pretendiente creíble al título de MacCarthaig Mór antes de su supresión por la autoridad inglesa. La implicación de Mac Carthaig la guerra de los nueve años (1595–1603) llevó a su arresto por la Corona, y pasó los últimos 40 años de su vida en custodia en Londres. Sus tierras se distribuyeron entre sus parientes y colonos ingleses.

## Primeros años

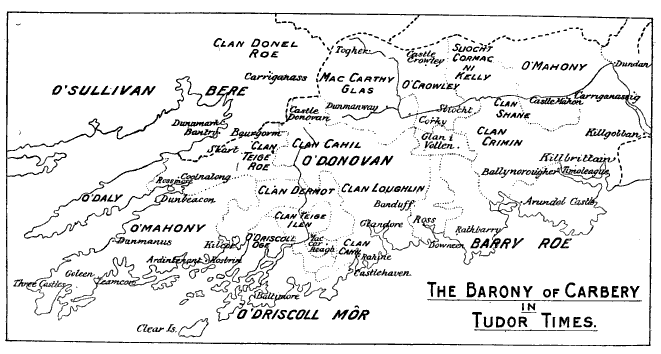
Carbery en la época Tudor

Mac Carthaig nació en 1560 en el castillo de Kilbrittain cerca de Kinsale en la provincia de Munster en Irlanda, perteneciente a la dínastía de MacCarthy Reagh, gobernantes de Carbery, hijo de Donogh MacCarthy Reagh, XV Príncipe de Carbery. Su abuelo era Donal MacCarthy Reagh, XII Príncipe de Carbery.
La importancia de la carrera de Mac Carthaig yace en sus territorios en el oeste de Munster, en la época en la que se había iniciado la conquista Tudor de Irlanda. El suroeste de Munster era el área más abierta a la intervención española, que había comenzado a finales de los años 1570 para apoyar las rebeliones católicas en Irlanda. El Señor de gran parte de este territorio, excluyendo Carbery, era el MacCarthy Mór de Desmond, cuyas tierras se localizaban al oeste del moderno condado de Cork y Kerry. Existían otras tres ramas importantes de los MacCarthy, los MacCarthys de Muskerry, los MacCarthys de Duhallow, y finalmente los más ricos: los MacCarthy Reagh de Carbery, de quien el padre de Florence había sido un príncipe semi-soberano. La interacción entre el gobierno de la corona y las diversas dinastías configuraba un entorno complejo en los que Florence se vio envuelto.
Los Mac Carthaig Reagh permanecieron leales a la corona durante las rebeliones de Desmond  (1569–73 y 1579–83), para afirmar su independencia de sus señores nominales, el Conde de Desmond y los Mac Carthaig Mór, que se habían unido a la rebelión. El padre de Mac Carthaig, Donnchadh Mac Carthaig Reagh, sirvió la corona fielmente e informó que había movilizado a sus hombres para expulsar a Gerald Fitzgerald, XV conde de Desmond fuera de su territorio durante la Segunda rebelión de Desmond. Cuando su padre murió en 1581, Mac Carthaig, por entonces a comienzos de las veintena, dirigió alrededor 300 hombres con el apoyo del capitán inglés William Stanley, y su lugarteniente, Jacques de Franceschi, bajo el mando del Conde de Ormond. Expulsaron a los seguidores restantes de Desmond fuera del territorio de MacCarthy territorio, 'a su propio país devastado', donde las tropas del conde rebelde no podrían encontrar ninguna provisión y desertaron. Mac Carthaig reclamó para sí el asesinato de Gorey MacSweeney y Morrice Roe, dos de los capitanes gallowglass de Desmond.
A la muerte de su padre en 1581, Mac Carthaig heredó propiedades sustanciales pero no fue el tanistry del príncipe (segundo al mando y normalmente sucesor), y por tanto no asumió el título de su padre, que fue a su tío Owen MacCarthy Reagh, XVI Príncipe de Carbery. La posición de tanistry fue para su primo, Donal na Pipi (Donal de las Gaitas). Pero en 1583 Mac Carthaig fue a la corte, donde fue recibido por la reina, que le concedió 1000 marcos y un anualidad de 100 marcos. En 1585 sirvió como miembro del Parlamento irlandés en Dublín.

## La Torre
A través de su matrimonio con Ellen, hija y heredera única de los Mac Carthaig Mór (también Condes de Clancare), Fínghin mac Donncha cayó en desgracia ante el gobierno inglés de Munster por el peligro de unificación de las dos ramas principales del Clan Carthy. Para incrementar las sospechas, se extendió también el rumor de que tenía relaciones con España. En particular, fue acusado de contactar con William Stanley y Jacques de Francesci, que se habían pasado al bando español con un regimiento de soldados irlandeses en la guerra de los Ochenta Años.
A raíz de estas sospechas, Mac Carthaig fue arrestado en 1588 como precaución contra su asunción del título de Mac Carthaig Mór, que le habría dado el control sobre miles de seguidores y enormes propiedades. Las autoridades inglesas consideraron esto demasiado peligroso en un país que intentaban pacificar y desarmar.
Seis meses más tarde, Mac Carthaig fue trasladado a Dublín, y luego a Londres, a donde llegó en febrero de 1589 para ser confinado a la Torre. Su mujer escapó a Cork unos cuantos días más tarde, probablemente siguiendo sus instrucciones. Mac Carthaig fue examinado por el consejo privado en marzo y negó toda complicidad en las intrigas continentales del católico inglés, Sir William Stanley. Fue devuelto a la Torre, pero quince meses más tarde su mujer compareció en la corte y Sir Thomas Butler, X conde de Ormonde, dio garantías voluntariamente por £1000. Como ninguno de los cargos contra él fue probado, Mac Carthaig fue puesto en libertad en enero de 1591 a condición de que no abandonara Inglaterra ni viajara más de tres millas desde Londres sin permiso. El secretario principal de la Reina, Lord Burghley, le respaldó, y obtuvo protección contra sus acreedores y permiso para recuperar una antigua multa de £500 debidos a la Corona de Lord Barry, un vecino y rival suyo de Munster, a quien culpó de su arresto; Barry le acusaría más tarde de deslealtad al continuar la demanda. Posteriormente, Mac Carthaig obtuvo permiso para regresar a Irlanda.

## Disputas de sucesión
Fínghin mac Donncha regresó a Irlanda (aunque técnicamente era aún un prisionero) en noviembre de 1593, tras su mujer y su hijo. Al año siguiente, su tío Owen (el Mac Carthaig Reagh) falleció y fue sucedido por su sobrino, Donal na Pípí. Este se comprometió, a cambio de £10 000 a no separar la sucesión de Mac Carthaig Reagh de la de MacCarthy. Mac Carthaig compareció ante el consejo en Dublín en junio de 1594 para responder a las acusaciones de David de Barry, Vizconde Buttevant, un noble local con el que mantenía una disputa por tierras, que nuevamente le implicaba en intrigas pro-españolas con William Stanley. Florence regresó entonces a Inglaterra por licencia y permaneció allí hasta la primavera de 1596 en un intento vano de perseguir a Lord Buttevant. La ejecución de Patrick O'Collun, un maestro de esgrima, por conspirar para asesinar a la Reina en 1594 no favoreció la restauración de la reputación de Mac Carthaig, ya que O'Collun había sido miembro de su hacienda.
En 1596, Donal Mac Carthaig, Mac Carthaig Mór y Conde de Clancarthy, murió sin descendencia masculino, complicando el problema de la sucesión. Los territorios de Clancar deberían revertir por ley a la corona, pero Mac Carthaig tenía una hipoteca sobre las tierras y su mujer derechos legítimos. Otro Donal, el hijo ilegítimo del conde (no confundir con Donal na Pipi), también presentó una reclamación, no al título inglés de conde, sino al irlandés de Mac Carthaig Mór. Fínghin mac Donncha Mac Carthaig se referiría a él en su correspondencia como "Donal el bastardo".
Era altamente improbable que las autoridades inglesas reconocieran a Mac Carthaig o le concedieran el título inglés derivado cuando pretendían fraccionar el territorio de Mac Carthaig; así que la auténtica disputa legal se centró en la recuperación de las tierras de Florence de un prestamista inglés (William Brown), que disponía de ellas por una deuda contraída por el conde. En junio de 1598, Mac Carthaig viajó a Inglaterra por este asunto.
Sin embargo, la situación cambió con la llegada a Munster de las fuerzas de Úlster encabezadas por Hugh O'Neill, que dirigía una rebelión nacional – la guerra de los Nueve Años – contra el gobierno inglés en Irlanda. En otoño, se informó que Donal Mac Carthaig (hijo ilegítimo del último conde) había reconocido la autoridad del rebelde O'Neill y asumido el título de Mac Carthaig Mór, pero los O'Sullivan Mór depositaron la Vara Blanca o vara de inauguración (que simbólicamente aprobaba el nombramiento) a favor de Fínghin mac Donncha Mac Carthaig. En una situación desesperada, cuando parecía que todos los señores nativos en Munster iba a rebelión, la corona concedió el perdón a Mac Carthaig, a condición de que retirara inmediatamente a sus seguidores de la rebelión a cambio del reconocimiento de su título contra Donal Mac Carthaig, pero Florence sólo regresó a Munster después de que Sir Robert Devereux, II conde de Essex – en cuyo favor se había confiando– abandonó su puesto como Lord Teniente y regresó a Inglaterra. Mac Carthaig había conseguido negociar el apoyo inglés para sus reclamaciones para obtener el título, pero mantuvo igualmente el contacto con los rebeldes con el mismo fin. Esto ha hecho afirmar a algunos comentaristas que su auténtica simpatía estaba con los rebeldes, especialmente porque había sido descrito en su juventud como siendo "muy celoso en la vieja religión[#catolicismo]". Sin embargo, es más probable que Fínghin mac Donncha utilizara a ambos bandos como herramientas para lograr sus objetivos propios.

## Guerra en Munster
Durante la guerra de los nueve años en Munster, Mac Carthaig no se llegó a comprometer con la campaña militar inglesa y en negoció en secreto con los rebeldes de Hugh O'Neill y los españoles. La estrategia de O'Neill era respaldar a aquellos señores irlandeses locales agraviados por la autoridad inglesa y disponían de suficientes tierras y seguidores como para contribuir a su esfuerzo de guerra.
En 1599, Mac Carthaig visitó Fitzthomas, el rebelde "Súgan" Conde de Desmond, en Carbery, donde afirmó haber hablado en favor de la reina;  es más probable que Mac Carthaig prometiera apoyar a los rebeldes a condición de que O'Neill le reconociera como Mac Carthaig Mor. En los días siguientes, Fitzthomas, seguido a regañadientes por Donal Mac Carthaig, devastó el territorio de Lord Barry en Ibawne, ya que Barry había rechazado unirse a la rebelión. Desde su base en Kinsale, Fínghin mac Donncha cortó todos los accesos a su país.
En 1600, el ejército de O'Neill llegó a Munster y acampó entre los ríos Lee y Bandon, a donde se acercó MacCarthy para entrevistarse y fue instalado allí como Mac Carthaig Mór a expensas de su rival, Donal Mac Carthaig. Para los ingleses, esto significaba que Mac Carthaig se había alineado conclusivamente con O'Neill, y se tomaron acciones militares contra él. De hecho, Florence sencillamente pudo haber jugado a dos bandas para convertirse en Mac Carthaig Mor. En abril una expedición inglesa dirigida por el Capitán George Flower arrasó Carbery y mantuvo una sangrienta escaramuza con tropas de Mac Carthaig, que dejó encima 200 hombres muertos entre ambos lados.
En el mismo mes Sir George Carew fue nombrado gobernador de Munster, con recursos y hombres suficientes para pacificar la provincia. Carew convocó a Mac Carthaig a Cork para que explicara su conducta; al principio, Mac Carthaig rechazó ir sin garantías para su vida y libertad, y cuando lo hizo rechazó entregar a su hijo como rehén. Carew Le instó a apoyar la campaña inglesa, pero Mac Carthaig prometió no más que su neutralidad, argumentando que era leal, pero que si tuviera que aliarse abiertamente con los ingleses sus propios seguidores le abandonarían (un argumento común de los dirigentes gaélicos).
De hecho, en esta época Mac Carthaig, en una carta interceptada a Hugh Roe O'Donnell, había intentado asegurar a los rebeldes su compromiso con la causa. Era también el contacto principal con los españoles en el sur de Irlanda, que planeaban un desembarco en Munster, que Mac Carthaig probablemente esperaba que pusiera fin a la guerra. El 5 de enero de 1600,  escribió a Felipe II de España, vía su agente en Úlster, Donagh mac Cormac Mac Carthaig, ofreciendo,

Su persona y sus tierras, sí como sus vasallos y súbditos a su real servicio…para recibir favor y ayuda…viendo que no hay otro que nos pueda y nos vaya a ayudar mejor contra estos herejes en esta empresa sagrada.

En los meses siguientes, Carew derrotó la rebelión en Munster, recuperando los castillos rebeldes, arrestando a Fitzthomas, el conde Súgan, y persuadiendo a Donal MacCarthy para cambiar de bando. Carew vio esto como altamente significativo, porque Donal Mac Carthaig no era sólo un rival considerable, sino que también conocía el terreno remoto y montañoso donde se asentaba Fínghin mac Donncha. Tras pacificar la provincia, Carew no tenía intención de dejar a Fínghin mac Donncha instalado como MacCarthy Mór, juzgando que su supremacía haría imposible cualquier presencia inglesa futura en la zona. Con este fin, arrestó a Florence, habiendole llamado a su campamento para parlamentar, 14 días antes de la expiración del salvoconducto "a discreción" (i.e. sin cargo) – una acción qué, aunque ilegal, fue aprobada por el secretario de la Reina, Robert Cecil, por razones de estado.
Los Anales de los Cuatro Maestros dicen:
Mac Carthaigm fue enviado a Inglaterra en agosto de 1601 y confinado en la Torre. Carew También arrestó al hijo de Mac Carthaig, así como a sus parientes, Dermot mac Owen y Taig mac Cormac, y su seguidor, O'Mahon. Sólo un mes más tarde, los españoles desembarcaron en Kinsale y preguntaron inmediatamente por Mac Carthaig, su contacto local principal. Su ausencia fue sin duda una desventaja seria para organizar el apoyo local. La mayoría de los Mac Carthaig, incluyendo tanto a Donal como a Donal na Pipi, se unieron a los españoles, pero se rindieron tras la victoria inglesa en la Batalla de Kinsale en 1601.

## En custodia en Londres
Mac Carthaig solicitó en vano ser liberado de prisión bajo promesa de servir contra O'Neill. Después de la victoria inglesa en Kinsale, su hermano, Diarmuid Maol ("Dermot el Calvo"), que lideró a los seguidores de Fínghin mac Donncha en su ausencia, resultó muerto accidentalmente en un robo de ganado por hombres de Donal II O'Donovan a las órdenes de Fínghin Mac Carthaig, su primo carnal e hijo de su tío Owen; muchos de sus parientes murieron en encuentros con los ingleses o fuerzas irlandesas rivales. En 1604 fue enviado a Marshalsea por su salud, pero fue devuelto a la Torre, con el privilegio de acceder a sus libros.
En 1606, Donal na Pípí abandonó su reclamación al señorío de Mac Carthaig y recibió una concesión de la tierra de Carbery. Entonces Sir Richard Boyle, Conde de Cork, y Lord Barry trataron de arrebatar a Mac Carthaig el territorio heredado de su padre, pero este obtuvo la victoria legal. No obstante, muchas de sus tierras anteriores fueron redistribuidas. Volvió a los Marshalsea otra vez en 1608, fue liberado en 1614 bajo fianza de £5000 de no abandonar Londres, y en 1617 fue confinado nuevamente en la Torre tras informar su criado, Teige O'Hurley, de que estaba implicado con William Stanley y otros muchos sacerdotes y nobles católicos irlandeses exiliados, incluyendo Hugh Maguire. La liberación de Mac Carthaig estaba previsto para 1619 pero fue devuelto al Gatehouse en 1624, a "una cerrada estrecha y pequeña habitación sin vista del aire", a causa de la muerte de dos de sus avalistas, Donogh O'Brien, IV conde de Thomond y Sir Patrick Barnewall. Fue liberado en 1626 con nuevas garantías y ganó su demanda por la baronía de Molahiffe en 1630 (a pesar de que las tierras seguían en posesiones de prestamistas ingleses en 1637).
MacCarthy vivió el resto de su vida en Londres, donde escribió una historia de Irlanda, el Libro de Mac Carthaigh, basado en textos en irlandés antiguo. Escribió que, "a pesar de que ellos [los irlandeses] está pensado por muchos más aptos de ser arraigados fuera que padecidos para disfrutar sus tierras, no son tan rebeldes o peligrosos cuando están denominados por como covet lo". Murió en 1640.

## Legado
Mac Carthaig tuvo una relación problemática con su mujer, celosa de su herencia y que informó sobre él a las autoridades inglesas. También parece para tener desaprobado sus elecciones políticas, diciendo que afirmó que, "no iría suplicando en Ulster o España". En 1607 Florence informó que había, "enviado lejos a aquella mujer malvada que era mi esposa…a la que vi que no podría soportar casi un año antes de mi confinamiento [encarcelamiento]". No obstante, tuvo cuatro hijos con ella: Teige (muerto de niño en la Torre), Donal (que se convirtió al Protestantismo y se casó con Sarah hija de los MacDonnell Condes de Antrim), Florence (casado con Mary hija de Donal III O'Donovan), y Cormac (Charles).
Con el tiempo, el título de Mac Carthaig Mór desapareció y las tierras personales de Fínghin mac Donncha Mac Carthaig fueron distribuidas entre los colonos ingleses, entre ellos Richard Boyle, conde de Cork. Los señores MacCarthy, incluyendo Donal na Pipi de Carberry, Donal MacCarthy (hijo del conde) y Dermot MacCarthy de Muskerry recibieron títulos sobre sus tierras, pero tuvieron que entregar un tercio de su herencia a la corona. Donagh MacCarthy, hijo de Dermot Mac Carthaig, creado posteriormente Vizconde Muskerry, sería uno de los dirigentes de la Rebelión irlandesa de 1641 y de la Irlanda confederada.
Un retrato de Mac Carthaig fue llevado a Francia en 1776 por un pariente colateral, Justin Mac Carthaig (1744–1811) de Springhouse, Bansha, Condado Tipperary, descendiente directo de Dónal na Pípí y exiliado por el duro tratamiento impartido a los católicos bajo las Leyes Penales. El retrato fue conservado en una mansión 3, Rue Mage en Toulouse donde residió como conde MacCarthy-Reagh de Toulouse. El conde fue notorio por su rica biblioteca, que sólo era superada en París por la del rey.
Un escritor anónimo en 1686 escribió sobre Fínghin mac Donncha Mac Carthaig, haciendo una descripción contemporánea en Pacata Hibernia, 'De todos los MacCarthys, ninguno fue nunca más famoso que…Florence, que era un hombre de estatura extraordinaria (siendo como Saul más alto por la cabeza y hombros que cualquiera de sus seguidores) como gran político con valor competente y tan celoso como cualquiera por lo que fue falsamente imaginaba ser la religión cierta, y la libertad de su país. No obstante, su rival Donal "el bastardo" MacCarthy le describió como "un maldito falso inglés cuyo estudio y práctica era para engañar y traicionar a todos los irlandeses en Irlanda".